# Codeanywhere
Codeanywhere è un ambiente di sviluppo integrato cross-platform basato sul cloud e creato da Codeanywhere, Inc. Esso permette ai suoi utenti di scrivere codice, modificarlo e lanciare progetti di sviluppo web in modalità collaborativa, il tutto su di un browser web e ogni dispositivo mobile.
Codeanywhere è interamente scritto in Javascript. L'editor è basato su CodeMirror e usa i contenitori di OpenVZ per i suoi ambienti di sviluppo (chiamati DevBoxes).
Codeanywhere è indipendente dalla piattaforma, permettendo all'utente di eseguire codice negli ambienti di sviluppo di Codeanywhere chiamati DevBoxes o collegarli alla propria VM via SSH o protocollo FTP. Può inoltre collegarsi a Dropbox e Google Drive. Supporta più di 75 linguaggi di programmazione, inclusi HTML, JavaScript, Node.js, io.js PHP, Ruby, Python, and Go.

## Storia
PHPanywhere (il predecessore di Codeanywhere) è stato lanciato nel 2009, con un client web-based per l'FTP e un editor di testo, disegnato per il PHP. Quel progetto rimase inattivo fino al 22 maggio 2013 quando i suoi fondatori hanno lanciato il suo successore, Codeanywhere.
Codeanywhere raggiunge i $600,000 attraverso il World Wide Web Hosting il 15 luglio 2013 quando Ben Welch-Bolen diviene membro del consiglio d'amministrazione. Nell'agosto 2014 Codeanywhere è stato accettato nella Techstars’s Fall Boston Class. Nel 2014, durante la TechCrunch Disrupt NY Conference, il pubblico ha votato Codeanywhere la migliore azienda della Startup Alley.

## Caratteristiche
- Terminale integrato, con npm e comandi base di Unix
- Numeri di linea, avvisi, e gli errori
- Debugger
- Gestione dei file a schede
- Il supporto per i seguenti repository di codice:
  - Git repository
  - GitHub
  - Bitbucket
- Supporto per i servizi cloud:
  - Dropbox
  - Google Drive
  - OneDrive
- l supporto per i server di terze parti:
  - FTP servers
  - SSH servers
- Supporto per la distribuzione di:
  - Heroku